# Карпенко Яків Олексійович
Яків Олексійович Карпенко (5 квітня 1899 село Нехайки, тепер Золотоніського району Черкаської області — березень 1973, місто Львів) — український радянський діяч, секретар Закарпатського обласного комітету КПУ, директор Львівської вищої партійної школи. Кандидат економічних наук (1953), доцент (1954).

## Життєпис
У 1918 році закінчив фельдшерську школу в Полтаві. З 1918 до 1921 року працював фельдшером лікарні села Бирлівка на Черкащині.
Член РКП(б).
У 1921—1922 роках — секретар Яготинського волосного комітету КП(б)У Полтавської губернії. У 1922—1923 роках — політконтролер Народного комісаріату продовольства УСРР у селі Кононівка на Черкащині. У 1923 році — секретар Прилуцького сільського районного комітету КП(б)У.
У 1923—1924 роках — завідувач відділу митниці в місті Києві. У 1924—1925 роках — голова митниці на станції Гуків Подільської губернії. У 1925—1928 роках — голова митниці на станції Волочиськ Подільської губернії. У 1928—1932 роках — інспектор українського відділення Головного митного управління в місті Харкові.
У 1932 році закінчив вечірній комуністичний університет у Харкові. У 1932—1934 роках — аспірант Інституту червоної професури в Харкові.
У 1934—1939 роках — старший викладач, завідувач кафедри політичної економії Українського сільськогосподарського комуністичного університету в Харкові. У 1939 році — керівник лекторської групи Харківського міського комітету КП(б)У.
У 1940—1941 роках — завідувач сектору пропаганди відділу пропаганди і агітації Харківського обласного комітету КП(б)У.
У 1941—1943 роках — лектор Степняцького міського і Акмолинського обласного комітетів КП(б) Казахстану. У 1943 році — лектор Саратовського обласного комітету ВКП(б). У 1943—1944 роках — лектор ЦК КП(б)У в Москві та Києві.
У 1944 — вересні 1945 року — завідувач сектору пропаганди відділу пропаганди і агітації ЦК КП(б)У в Києві. У вересні — грудні 1945 року — завідувач сектору Управління пропаганди і агітації ЦК КП(б)У.
У грудні 1945 (оф.січні 1946) — березні 1948 року — секретар Закарпатського обласного комітету КП(б)У з пропаганди і агітації.
У 1948—1963 роках — директор Львівської вищої обласної партійної школи. На 1952—1953 роки — завідувач відділу пропаганди і агітації Львівського обласного комітету КПУ.
У 1953 році закінчив Інститут підвищення кваліфікації викладачів при Київському державному університеті та захистив кандидатську дисертацію на тему «Переваги колективного господарства перед одноосібним селянським господарством».
У 1963—1973 роках — доцент кафедри політичної економії Львівський державного університет імені Івана Франка.
Помер на початку березня 1973 року у Львові.

## Нагороди
- два ордени «Знак Пошани» (23.01.1948, 15.09.1961)
- медаль «За доблесну працю у Великій Вітчизняній війні 1941—1945 рр.» (1945)
- медалі